# Henryk Sass
Henryk Sass (ur. 24 stycznia 1940) – polski piłkarz i trener.
Wychowanek Łódzkiego Klubu Sportowego, w barwach którego zdobył 15 bramek w najwyższej klasie rozgrywkowej. Pod koniec lat 60. wyjechał do USA, gdzie zakończył karierę w jednym z klubów w Chicago. Po powrocie do kraju zajął się szkoleniem piłkarzy. W 1975 był I trenerem ŁKS-u.